# ظرفات (أرحب)

تعديل مصدري - تعديل

ظرفات هي إحدى قرى عزلة الخميس بمديرية أرحب التابعة لمحافظة صنعاء، بلغ تعداد سكانها 460 نسمة حسب تعداد اليمن لعام 2004.